# Cnesmone mairei
Cnesmone mairei là một loài thực vật có hoa trong họ Đại kích. Loài này được (H.Lév.) Croizat mô tả khoa học đầu tiên năm 1941.